# Дискография Years & Years
Дискография британской группы Years & Years состоит из одного студийного альбома, четырёх мини-альбомов, 9 синглов и 7 видеоклипов.
В июле 2015 года группа выпустила свой дебютный студийный альбом, Communion, достигший первое место в UK Albums Chart. В феврале 2014 года под лейблом Kitsuné был выпущен сингл «Real», в видеоклипе которого снялись Бен Уишоу, с которым Александр играл в пьесе Peter and Alice, и бывший актёр сериала «Плохие», Нейтан Стюарт-Джарретт. В 2014 году группа подписала контракт с Polydor Records и выпустила сингл «Take Shelter». В декабре 2014 года был выпущен сингл «Desire», достигший двадцать второго места в UK Singles Chart. В январе 2015 года на BBC Radio 1 был представлен сингл «King», выбранный Зейном Лоу Hottest Record дня. Сингл был выпущен 1 марта 2015 года и достиг первого места в UK Singles Chart 8 марта 2015 года. Сингл «Shine» был выпущен 5 июля 2015 года и достиг второго места в UK Singles Chart.

## Альбомы

### Студийные альбомы
| Название  | Детали                                                                           | Позиции в чартах | Позиции в чартах | Позиции в чартах | Позиции в чартах | Позиции в чартах | Позиции в чартах | Позиции в чартах | Позиции в чартах | Позиции в чартах | Позиции в чартах | Продажи       | Сертификации   |
| Название  | Детали                                                                           | UK               | AUS              | CAN              | DEN              | GER              | IRE              | NL               | NZ               | SWI              | US               | Продажи       | Сертификации   |
| --------- | -------------------------------------------------------------------------------- | ---------------- | ---------------- | ---------------- | ---------------- | ---------------- | ---------------- | ---------------- | ---------------- | ---------------- | ---------------- | ------------- | -------------- |
| Communion | - Выпущен: 10 июля 2015 года - Лейблы: Polydor, Interscope - Форматы: CD, LP, DD | 1                | 5                | 8                | 7                | 16               | 1                | 5                | 11               | 5                | 47               | - WW: 650,000 | - BPI: золотой |

### Мини-альбомы
| Название                                                                                 | Детали                                                   | Позиции в чартах |
| Название                                                                                 | Детали                                                   | US               |
| ---------------------------------------------------------------------------------------- | -------------------------------------------------------- | ---------------- |
| Traps                                                                                    | - Выпущен: 9 сентября 2013 года - Лейбл: Kitsuné         | —                |
| Real                                                                                     | - Выпущен: 17 февраля 2014 года - Лейбл: Kitsuné         | —                |
| Take Shelter                                                                             | - Выпущен: август 2014 года - Лейбл: Polydor, Copenhagen | —                |
| Y & Y                                                                                    | - Выпущен: 3 February 2015 - Лейбл: Polydor, Copenhagen  | 123              |
| «—» означает, что мини-альбом не присутствовал в чарте или не был выпущен в этой стране. |                                                          |                  |

## Синглы
| Название                                                                           | Год  | Позиции в чартах | Позиции в чартах | Позиции в чартах | Позиции в чартах | Позиции в чартах | Позиции в чартах | Позиции в чартах | Позиции в чартах | Позиции в чартах | Позиции в чартах | Сертификации                                                                                | Альбом               |
| Название                                                                           | Год  | UK               | AUS              | AUT              | DEN              | FRA              | GER              | IRE              | NL               | NZ               | SWI              | Сертификации                                                                                | Альбом               |
| ---------------------------------------------------------------------------------- | ---- | ---------------- | ---------------- | ---------------- | ---------------- | ---------------- | ---------------- | ---------------- | ---------------- | ---------------- | ---------------- | ------------------------------------------------------------------------------------------- | -------------------- |
| «I Wish I Knew»                                                                    | 2012 | —                | —                | —                | —                | —                | —                | —                | —                | —                | —                |                                                                                             | Выпущен не в альбоме |
| «Real»                                                                             | 2014 | 158              | —                | —                | —                | —                | —                | —                | —                | —                | —                |                                                                                             | Communion            |
| «Take Shelter»                                                                     | 2014 | 140              | —                | —                | —                | —                | —                | —                | —                | —                | —                |                                                                                             | Communion            |
| «Desire»                                                                           | 2014 | 22               | —                | —                | —                | —                | —                | 95               | 36               | —                | —                | - BPI: серебряный                                                                           | Communion            |
| «King»                                                                             | 2015 | 1                | 9                | 8                | 6                | 40               | 9                | 3                | 5                | 18               | 9                | - BPI: платиновый - ARIA: платиновый - BVMI: золотой - IFPI DEN: платиновый - RMNZ: золотой | Communion            |
| «Shine»                                                                            | 2015 | 2                | 15               | 35               | —                | 163              | 29               | 9                | 77               | —                | 41               | - BPI: золотой - ARIA: золотой                                                              | Communion            |
| «Eyes Shut»                                                                        | 2015 | 45               | —                | —                | —                | —                | —                | 50               | —                | —                | —                |                                                                                             | Communion            |
| «—» означает, что сингл не присутствовал в чарте или не был выпущен в этой стране. |      |                  |                  |                  |                  |                  |                  |                  |                  |                  |                  |                                                                                             |                      |

### В качестве приглашённого артиста
| Название                                                                           | Год  | Позиции в чартах | Позиции в чартах | Позиции в чартах | Позиции в чартах | Позиции в чартах | Сертификации    | Альбом               |
| Название                                                                           | Год  | UK               | AUS              | FRA              | IRE              | NL               | Сертификации    | Альбом               |
| ---------------------------------------------------------------------------------- | ---- | ---------------- | ---------------- | ---------------- | ---------------- | ---------------- | --------------- | -------------------- |
| «Sunlight» (The Magician при участии Years & Years)                                | 2014 | 7                | 20               | 184              | 57               | 37               | - ARIA: золотой | Выпущен не в альбоме |
| «Illuminate» (Tourist при участии Years & Years)                                   | 2014 | —                | —                | —                | —                | —                |                 | Выпущен не в альбоме |
| «—» означает, что сингл не присутствовал в чарте или не был выпущен в этой стране. |      |                  |                  |                  |                  |                  |                 |                      |

### Промосинглы
| Название  | Год  | Позиции в чартах | Альбом    |
| Название  | Год  | UK               | Альбом    |
| --------- | ---- | ---------------- | --------- |
| «Worship» | 2015 | 168              | Communion |

### Другие песни из чартов
| Название                                                                           | Год  | Позиции в чартах | Альбом    |
| Название                                                                           | Год  | UK               | Альбом    |
| ---------------------------------------------------------------------------------- | ---- | ---------------- | --------- |
| «Foundation»                                                                       | 2015 | 110              | Communion |
| «Ties»                                                                             | 2015 | 172              | Communion |
| «—» означает, что сингл не присутствовал в чарте или не был выпущен в этой стране. |      |                  |           |

## Видеоклипы
| Название        | Год  | Постановщики          | Прим.  |
| --------------- | ---- | --------------------- | ------ |
| «I Wish I Knew» | 2012 | Эйшиа Холлиуэлл       | [ 21 ] |
| «Real»          | 2014 | Роберт Фрэнсис Мюллер | [ 22 ] |
| «Take Shelter»  | 2014 | Роберт Фрэнсис Мюллер | [ 23 ] |
| «Desire»        | 2014 | Ли Син                | [ 24 ] |
| «King»          | 2015 | Надя Маркард Оцен     | [ 25 ] |
| «Shine»         | 2015 | Надя Маркард Оцен     | [ 26 ] |
| «Foundation»    | 2015 | Фред Роусон           | [ 27 ] |
| «Eyes Shut»     | 2015 | Чино Мойя             | [ 28 ] |
| «Worship»       | 2016 | Мет Ламберт           | [ 29 ] |